# 沃尔科沃村委员会
沃尔科沃村委员会（俄语：Волковский сельсовет）是俄罗斯联邦阿穆尔州布拉戈维申斯克区所属的一个村委员会。其下辖有2个居民点，行政中心为沃尔科沃。据2016年统计，该村委员会的人口为2448人。